# Lista regilor Babilonului

## MijloculEpocii de Bronz

### Primeleorașe-stataleAmoriților

#### Regi deLarsa
| Rege                   | Domnie               | Comentarii                                                                   |
| ---------------------- | -------------------- | ---------------------------------------------------------------------------- |
| Emisum                 | cca. 1940–1912 î.Hr. |                                                                              |
| Samium                 | cca. 1912–1877 î.Hr. |                                                                              |
| Zabaia                 | cca. 1877–1868 î.Hr. | Fiul lui Samium, Primul inscripție regală                                    |
| Gungunum               | cca. 1868–1841 î.Hr. | Independența dobândită față de Lipit-Eshtar de Isin                          |
| Abisare                | cca. 1841–1830 î.Hr. |                                                                              |
| Sumuel                 | cca. 1830–1801 î.Hr. |                                                                              |
| Nur-Adad               | cca. 1801–1785 î.Hr. | Contemporan cu Sumu-la-El                                                    |
| Sin-Iddinam            | cca. 1785–1778 î.Hr. | Fiul lui Nur-Adad                                                            |
| Sin-Eribam             | cca. 1778–1776 î.Hr. |                                                                              |
| Sin-Iqisham            | cca. 1776–1771 î.Hr. | Contemporan cu Zambiya de Isin, fiul lui Sin-Eribam                          |
| Silli-Adad             | cca. 1771–1770 î.Hr. |                                                                              |
| Warad-Sin              | cca. 1770–1758 î.Hr. | Posibil co-regent cu tatăl său Kudur-Mabuk                                   |
| Rim-Sin I              | cca. 1758–1699 î.Hr. | Contemporan cu Irdanene de Uruk, înfrânt de Hammurabi, fratele lui Warad-Sin |
| Hammurabi de Babilon   | ca. 1699–1686 î.Hr.  | Conducător babilonian oficial , codul lui Hammurabi                          |
| Samsu-iluna de Babilon | ca. 1686–1678 î.Hr.  | Conducător babilonian oficial                                                |
| Rim-Sin II             | cca. 1678–1674 î.Hr. | Ucis în revolta împotriva Babilonului                                        |

## Prima dinastie
| Rege                       | Domnie               | Comentarii                                                                       |
| -------------------------- | -------------------- | -------------------------------------------------------------------------------- |
| Sumu-abum sau Su-abu       | cca. 1830—1817 î.Hr. | Contemporan cu Ilushuma de Asiria                                                |
| Sumu-la-El                 | cca. 1817—1781 î.Hr. | Contemporarn cu Erishum I de Asiria                                              |
| Sabium sau Sabum           | cca. 1781—1767 î.Hr. | Fiul lui Sumu-la-El                                                              |
| Apil-Sin                   | cca. 1767—1749 î.Hr. | Fiul lui Sabium                                                                  |
| Sin-muballit               | cca. 1748—1729 î.Hr. | Fiul lui Apil-Sin                                                                |
| Hammurabi                  | cca. 1728—1686 î.Hr. | Contemporan cu Zimri-Lim de Mari, Siwe-palar-huppak de Elam și cu Shamshi-Adad I |
| Samsu-iluna                | cca. 1686—1648 î.Hr. | Fiul lui Hammurabi                                                               |
| Abi-eshuh sau Abieshu      | cca. 1648—1620 î.Hr. | Fiul lui Samsu-iluna                                                             |
| Ammi-ditana                | cca. 1620—1583 î.Hr. | Fiul lui Abi-eshuh                                                               |
| Ammi-saduqa sau Ammisaduqa | cca. 1582—1562 î.Hr. | Tableta lui Venus a lui Ammisaduqa                                               |
| Samsu-Ditana               | cca. 1562—1531 î.Hr. |                                                                                  |

## Dinastia mijlocie
- Gandash 1730 î.Hr.
- Agum I
- Kashtiliash I
- Ushshi
- Abirattash
- Kashtiliash II
- Urzigurumash
- Harbashihu
- Tiptakzi

## Dinastia II
- Iluma-ilum 1732 î.Hr.
- Itti-ili-nibi
- Damiq-ilishu
- Ishkibal
- Shushushi
- Gulkishar
- Peshgaldaramash
- Adarakalamma
- Ekurduanna
- Melamkurkukka
- [1 un rege fără nume dintre Gulkishar și Ea-gamil(?)]
- Ea-gamil anul 1460 î.Hr.

## Dinastia III
- Agum II 1570 î.Hr.
- Burna-Buriaš I
- Kaštiliaš III
- Ulam-Buriaš
- Agum III
- Kadašman-harbe I
- Karaindaš
- Kurigalzu I 1377 î.Hr.
- Kadašman-Enlil I 1377-1361 î.Hr.
- Burna-Buriaš II 1361-1333 î.Hr.
- Karahardaš 1333-1331 î.Hr.
- Nazibugaš 1331 î.Hr.
- Kurigalzu II 1331-1306 î.Hr.
- Nazimaruttaš 1306-1280 î.Hr.
- Kadašman-Turgu 1280-1262 î.Hr.
- Kadašman-Enlil II 1262-1254 î.Hr.
- Kudur-Enlil 1254-1245 î.Hr.
- Šagarakti-Šuriaš 1245-1232 î.Hr.
- Kaštiliaš IV 1232-1224 î.Hr.
- Enlil-nadin-šumi 1224-1221
- Adad-šuma-iddina 1221-1215
- Adad-šuma-usur 1215-1185 î.Hr.
- Melišipak 1185-1170 î.Hr.
- Marduk-apal-iddina I 1170-1157 î.Hr.
- Zababa-šuma-iddina 1157-1156
- Enlil-nadin-ahhe 1156-1153 î.Hr.

## Dinastia IV (Dinastia deIsin)
- Marduk-kabit-ahhešu 1155-1146 î.Hr.
- Itti-Marduk-balatu 1146-1132 î.Hr.
- Ninurta-nadin-šumi 1132-1126 î.Hr.
- Nabu-kudurri-usur (Nebuchadrezzar I/Nabucodonosor I) 1126-1103 î.Hr.
- Enlil-nadin-apli 1103-1100 î.Hr.
- Marduk-nadin-ahhe 1100-1082 î.Hr.
- Marduk-šapik-zeri 1082-1069 î.Hr.
- Adad-apla-iddina 1069-1046 î.Hr.
- Marduk-ahhe-eriba 1046 î.Hr.
- Marduk-zer-X 1046-1033 î.Hr.
- Nabu-šum-libur 1033-1025 î.Hr.

## Dinastia V
- Simbar-šipak 1025-1008
- Ea-mukin-šumi 1008 î.Hr.
- Kaššu-nadin 1008-1000

## Dinastia VI
- Eulma-šakin-šumi 1004-987
- Ninurta-kudurri-usur 987-985 î.Hr.
- Širiqti-šuqamunu 985 î.Hr.

## Dinastia VII
- Mar-biti-apla-usur 985-979 î.Hr.

## Dinastia VIII
- Nabu-mukin-apli 979-943 î.Hr.

## Dinastia IX
- Ninurta-kudurri-usur 943 î.Hr.
- Mar-biti-ahhe-iddina 943-c.920 î.Hr.
- Šamaš-mudammiq c.920-900 î.Hr.
- Nabu-šuma-ukin 900-888 î.Hr.
- Nabu-apla-iddina 888-855 î.Hr.
- Marduk-zakir-šumi I 855-819 î.Hr.
- Marduk-balassu-iqbi 819-813 î.Hr.
- Baba-aha-iddina 813-811 î.Hr.
- 5 regi 811-c.800 î.Hr.
- Ninurta-apla-X c.800-c.790 î.Hr.
- Marduk-bel-zeri c.790-c.780 î.Hr.
- Marduk-apla-usur c.780-769 î.Hr.
- Eriba-Marduk 769-761 î.Hr.
- Nabu-šuma-iškun 761-748 î.Hr.
- Nabonassar (Nabu-nasir) 748-734 î.Hr.
- Nabu-nadin-zeri 734-732 î.Hr.
- Nabu-šuma-ukin II 732 î.Hr.

## Dinastia X  (Regi asirieni si chaldeni)
- Nabu-mukin-zeri, 732-729 BCE
- Pulu (Tiglath-Pileser III of Assyria) 729-727 BCE
- Ululayu (Shalmaneser V of Assyria) 727-722 BCE
- Marduk-apal-iddina II (the Biblical Merodach-Baladan), 722-710 BCE
- Šarrukin (Sargon) II of Assyria, 710-705 BCE
- Sin-ahhe-eriba (Sennacherib) of Assyria, 705-703 BCE
- Marduk-zakir-šumi II, 703 BCE
- Marduk-apal-iddina II, 703 BCE (restored)
- Bel-ibni, 703-700 BCE
- Aššur-nadin-šumi (son of Sennacherib of Assyria), 700-694 BCE
- Nergal-ušezib, 694-693 BCE
- Mušezib-Marduk, 693-689 BCE

Assyrian Sack of Babylon, 689 BCE; Babylon is rebuilt by Esarhaddon of Assyria in the 670s BCE
- Sin-ahhe-eriba (Sennacherib) of Assyria, 689-681 BCE
- Aššur-ahha-iddina (Esarhaddon) of Assyria, 681-669 BCE
- Šamaš-šum-ukin (son of Esarhaddon), 668-648 BCE
- Kandalanu (possibly Ashurbanipal of Assyria or else a viceroy), 648-627 BCE

## Dinastia a XI-a
- Nabu-apla-usur (Nabopolassar) 626 - 605 BCE
- Nabu-kudurri-usur al II-lea (Nebuchadrezzar al II-lea/Nabucodonosor al II-lea) 605 - 562 BCE
- Amel-Marduk 562 - 560 BCE
- Nergal-šar-usur (Nergal-sharezer) 560 - 556 BCE
- Labaši-Marduk 556 BCE
- Nabu-na'id (Nabonidus) 556 - 539 BCE
- Kambyses 538 - 522 BCE